# Antonio Conte
Antonio Conte (Lecce, 31 de julho de 1969) é um treinador e ex-futebolista italiano que atuava como volante. Atualmente comanda o Napoli.

## Carreira como jogador
Conte jogou em apenas dois times em sua carreira: o Lecce e a Juventus, onde se destacou, e atuou até o fim de sua carreira como futebolista. E é amplamente considerado um dos maiores ídolos da história do clube de Turim. Ganhou 15 títulos e entrou em campo em 419 partidas pela Juve.

### Seleção Nacional
Conte estreou pela Seleção Italiana em 1994, num amistoso contra a Finlândia. No mesmo ano disputou sua única Copa do Mundo, tendo atuado em duas partidas (contra a Espanha, onde foi substituído por Nicola Berti, e contra a Bulgária, entrando no lugar de Dino Baggio). Foi convocado também a Euro 2000, seu último torneio com a camisa azul, onde atuou em três partidas. Entretanto, não evitou a derrota da Squadra Azzurra (treinada pelo lendário Dino Zoff — capitão do tri de 1982) na final, de virada, para a França. Sua derradeira atuação no torneio ocorreu contra a Romênia, na vitória por 2–0.

## Carreira como treinador

### Início
Em 2006, Conte estreou como treinador no Arezzo, clube da Lega Pro Seconda Divisione (terceira divisão do Calcio), ficando no cargo até 2007, quando foi chamado para comandar o Bari, liderando o clube para o retorno à primeira divisão. Seu nome chegou a ser cogitado para comandar seu clube de coração, a Juventus, mas seu ex-companheiro na Velha Senhora, Ciro Ferrara, ganhou a "queda-de-braço".

### Juventus e Seleção Italiana
Conte foi contratado pela Juventus em maio de 2011, conquistando três Scudettos consecutivos nos anos em que esteve no comando do clube. Permaneceu até julho de 2014.
Assumiu o comando da Seleção Italiana no dia 14 de agosto. Estreou no dia 4 de setembro, numa vitória por 2–0 contra os Países Baixos. O técnico deixou a Azzurra dois anos depois, em 31 de julho de 2016.

### Chelsea
No dia 4 de abril de 2016, o Chelsea confirmou a contratação de Conte para as próximas três temporadas, logo após a participação da Itália na Euro 2016.
Mais de dois anos depois, no dia 13 de julho de 2018, o clube inglês anunciou a saída do treinador.

### Internazionale
No dia 31 de maio de 2019, Conte foi anunciado como novo técnico da Internazionale. Na equipe de Milão, quebrou a hegemonia da rival Juventus e conquistou o 19º Scudetto da história da Inter.
Acertou sua saída da Internazionale no dia 26 de maio de 2021, deixando o clube Nerazzurri em comum acordo.

### Tottenham
Foi anunciado como novo treinador do Tottenham no dia 2 de novembro de 2021, assinando contrato válido até julho de 2023.
No dia 14 de agosto de 2022, após o empate em 2–2 com o Chelsea válido pela Premier League, Antonio Conte se estranhou com Thomas Tuchel, treinador dos Blues; o clima esquentou entre as duas comissões técnicas e ambos precisaram ser separados. Após a partida, Conte declarou:
| “ | Não quero comentar a situação com o Tuchel porque não é a coisa mais importante. Se é um problema, é entre mim e ele, não para os outros. Estamos aqui para falar de futebol e não de uma situação entre os dois treinadores. | ” |

Em 26 de março de 2023, o Tottenham anunciou a saída de Antonio Conte do comando da equipe, em um mútuo acordo. O treinador deixou os Spurs após uma polêmica entrevista em que chegou a fazer críticas aos jogadores e à mentalidade do clube.

### Napoli
Teve a sua contratação oficializada pelo Napoli no dia 5 de junho de 2024, assinando contrato por três temporadas.

## Suspensão
No dia 22 de agosto de 2012, Conte foi suspenso por dez meses dos gramados italianos pela Corte de Justiça da Federação Italiana de Futebol. A punição foi devido a sua omissão em não revelar a manipulação do resultado da partida entre Albinoleffe e Siena, quando era treinador deste último. A FIFA ampliou a aplicação da punição a nível mundial pelo mesmo período.

## Estatísticas
Atualizadas até 27 de março de 2023

### Como treinador
| Clube          | Jogos | Vitórias | Empates | Derrotas | Aproveitamento |
| -------------- | ----- | -------- | ------- | -------- | -------------- |
| Arezzo         | 27    | 9        | 10      | 8        | 45.68%         |
| Bari           | 67    | 32       | 20      | 15       | 57.71%         |
| Atalanta       | 14    | 3        | 4       | 7        | 30.95%         |
| Siena          | 44    | 22       | 14      | 8        | 60.61%         |
| Juventus       | 151   | 102      | 34      | 15       | 75.06%         |
| Itália         | 25    | 14       | 7       | 4        | 65.33%         |
| Chelsea        | 105   | 68       | 17      | 20       | 70.16%         |
| Internazionale | 102   | 64       | 23      | 15       | 70.26%         |
| Tottenham      | 76    | 41       | 12      | 23       | 59.21%         |

## Títulos

### Como jogador
Juventus
- Copa da UEFA: 1992–93
- Copa da Itália: 1994–95
- Serie A: 1994–95, 1996–97, 1997–98, 2001–02 e 2002–03
- Supercopa da Itália: 1995, 1997, 2002 e 2003
- Liga dos Campeões da UEFA: 1995–96
- Copa Intercontinental: 1996
- Supercopa da UEFA: 1996
- Copa Intertoto da UEFA: 1999

### Como treinador
Bari
- Serie B: 2008–09

Juventus
- Serie A: 2011–12, 2012–13 e 2013–14
- Supercopa da Itália: 2012 e 2013

Chelsea
- Premier League: 2016–17
- Copa da Inglaterra: 2017–18

Internazionale
- Serie A: 2020–21

Napoli
- Serie A: 2024–25

### Prêmios individuais
- Panchina d'Argento: 2009
- Panchina d'Oro: 2011–12, 2012–13, 2013–14 e 2020–21
- Treinador do Ano da Globe Soccer: 2013
- Treinador do Mês na Premier League: outubro de 2016, novembro de 2016 e dezembro de 2016
- Treinador do Ano na Premier League: 2017
- Segundo Melhor Treinador do Mundo da FIFA: 2017
- Treinador da Temporada da Serie A: 2024–25[26]